# Met (unidad de medida)
El met es la unidad de medida del índice metabólico y se define como la cantidad de calor emitido por una persona en posición sedente por metro cuadrado de piel.
La relación por metro cuadrado de piel permite una aproximación mayor a la media, puesto que las personas de mayor tamaño tienen un mayor metabolismo basal.
Equivale a 58 W/m² (50 kcal/h·m²).
Considerando la superficie corporal, la equivalencia es a 58 W/m² (50 kcal/h·m²), lo que significa que un adulto de 1.73 metros cuadrados de superficie corporal gasta al día estando sentado 8690 kJ (2076 kcal), siempre en el supuesto que se pase el día sentado.